# هک لوازم الکترونیکی مصرفی
هک کردن وسایل الکترونیکی مصرفی روشی متداول است که کاربران برای شخصی‌سازی و اصلاح دستگاه‌های خود فراتر از آنچه معمولاً ممکن است انجام می‌دهند. این فعالیت دارای سابقه ای طولانی است، که مربوط به روزهای اولیه رایانه، برنامه‌نویسی و سرگرمی‌های الکترونیک است. قابل توجه‌ترین مورد هک شدن لوازم الکترونیکی مصرفی، قفل‌شکنی آی‌اواس یا ریشه‌یابی اندروید در تلفن‌های اندرویدی است، اگرچه بسیاری از لوازم الکترونیکی دیگر مانند کنسول‌های بازی‌های ویدئویی مرتباً هک می‌شوند.

## دستگاه‌ها

### تلفن‌های هوشمند

##### حذف دستگاه سخت‌افزاری
ادوارد اسنودن افشاگر، به خبرنگار وایرد نشان داد که چگونه دوربین‌ها و میکروفن‌ها را از تلفن هوشمند حذف کند.

##### سیستم عامل‌های تلفن هوشمند
- فایرفاکس اواس
- ویندوز فون
- سامسونگ
- تکنو
- آی او اس(جیلبریک)
- اندروید(ریشه‌یابی)
- سیمبیان (حالت dev)
- Palm webOS

### دستگاه‌های چندرسانه ای و سیستم‌های بازی ویدیویی
- مایکروسافت
  - ایکس باکس
  - ایکس باکس ۳۶۰
- نینتندو
  - گیم‌کیوب
  - گیم بوی ادونس
  - نینتندو دی‌اس
  - نینتندو ۳دی‌اس
  - وی
  - وی یو
  - نینتندو سوئیچ
- سونی
  - پلی‌استیشن همراه
  - پلی‌استیشن ۲
  - پلی‌استیشن ۳
  - پلی‌استیشن ویتا
- بقیه:
  - تیوو
  - پخش کننده DVD
  - دیسک بلو-ری

### بقیه دستگاه‌ها
- ماشین حساب گرافیکی
- کارت گرافیکref>"Tweaker Turns GeForce GTX 690 Into a Quadro K5000". 23 March 2013.</ref>
- روتر
  - DD-WRT
- اسیلوسکوپ[۲]
- آشکارساز فروسرخ[۳]
- دستگاه‌های مبتنی سامانه موقعیت‌یاب جهانی[۴]
- دوربین‌های دیجیتال کنون
- دوربین‌های دیجیتال نیکون[۵].

## دستگاه‌هایی که امکان هک کردن را می‌دهند

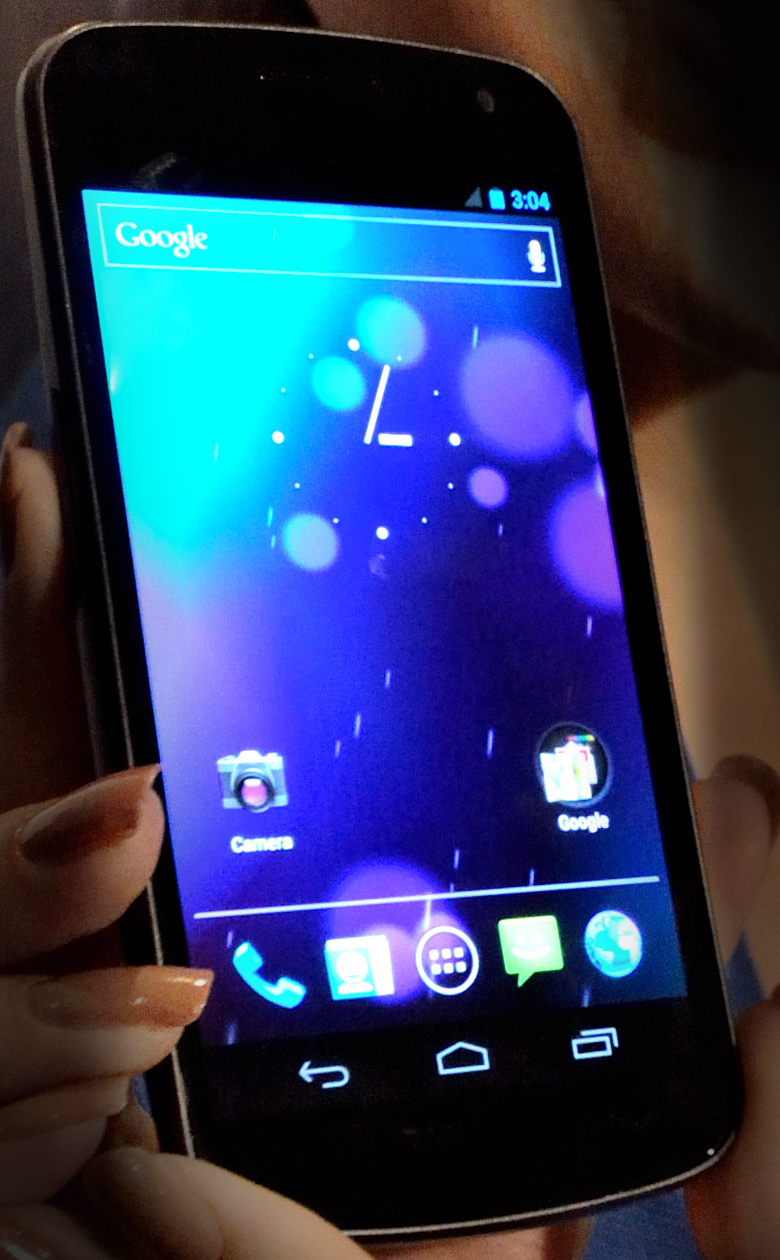

برخی از دستگاه‌ها - معمولاً منبع باز - برای اهداف خانگی ساخته شده‌اند و هک کردن عنوان بخشی جدایی ناپذیر از وجود آنها است.
- کنسول Pandora
- سامسونگ
- تکنو
- Chumby
- اویا
- نوکیا ان ۹۰۰

## قانونی بودن
جیلبریک آی‌اواس در ایالات متحده اغلب غیرقانونی تلقی می‌شد تا حکم اخیر دفتر حق چاپ ایالات متحده که اعلام کرد جیلبریک کردن آیفون یا سایر دستگاه‌های تلفن همراه دیگر نقض قانون حق چاپ نخواهد بود. با این حال، به‌طور همزمان، تحت پیگرد قانونی علیه هکرهای کنسول بازی‌های ویدئویی تحت نقض ضد دور زدن قانون کپی‌رایت هزاره دیجیتال قرار دارد. در بسیاری از موارد، عمده‌ترین عارضه سود از فروش تجهیزات جیلبریک یا ریشه یابی (روت) به عنوان یک سرویس ارزش افزوده‌است. حداقل برخی متهمان این اتهامات را انکار می‌کنند و ادعا می‌کنند فقط نسخه‌های پشتیبان بازی‌های خریداری شده قانونی هستند.
اخیراً سیستم رمزنگاری حفاظت از محتوای دیجیتال با پهنای باند که رمزگذاری داده‌های بین جعبه‌های کابل، پخش کننده‌های Blu-ray و سایر دستگاه‌ها و نمایشگرهای مشابه را رمزگذاری می‌کند، کپی شد و یک نسخه از کلید اصلی مورد نیاز برای رمزگشایی جریانهای محافظت شده HDCP روی آن ارسال شد اینترنت. اینتل که فناوری HDCP را ایجاد کرده و اکنون مجوز آن را صادر کرده‌است، اظهار داشت که محافظت از HDCP برای جلوگیری از دور زدن بیشتر کاربران کافی است، اما اظهار داشت که ممکن است این اقدام قانونی را علیه کاربران مصمم تر تحت قانون کپی‌رایت هزاره دیجیتال تهدید کند.
مایکروسافت در مورد مسئله هک شدن کنترلر بازی جدید تعاملی خود کینکت، ابتدا اقدام قانونی را علیه کسانی که آن را هک کرده بودند محکوم و تهدید کرد، اما به زودی پس از بازگشت این موقعیت و در عوض اظهار کرد که عمداً دستگاه را باز گذاشته‌است و در واقع کسانی که اصلاح کرده‌اند را تحت پیگرد قانونی قرار ندهید